# 安塔哈韋山
17°20′07″S 69°50′44″W / 17.33528°S 69.84556°W
安塔哈韋山（Antajave），是秘魯的山峰，位於該國南部塔克納大區，由塔拉塔省的塔拉塔區負責管轄，屬於安地斯山脈的一部分，海拔高度5,390米。